# 朗斯代爾碼頭

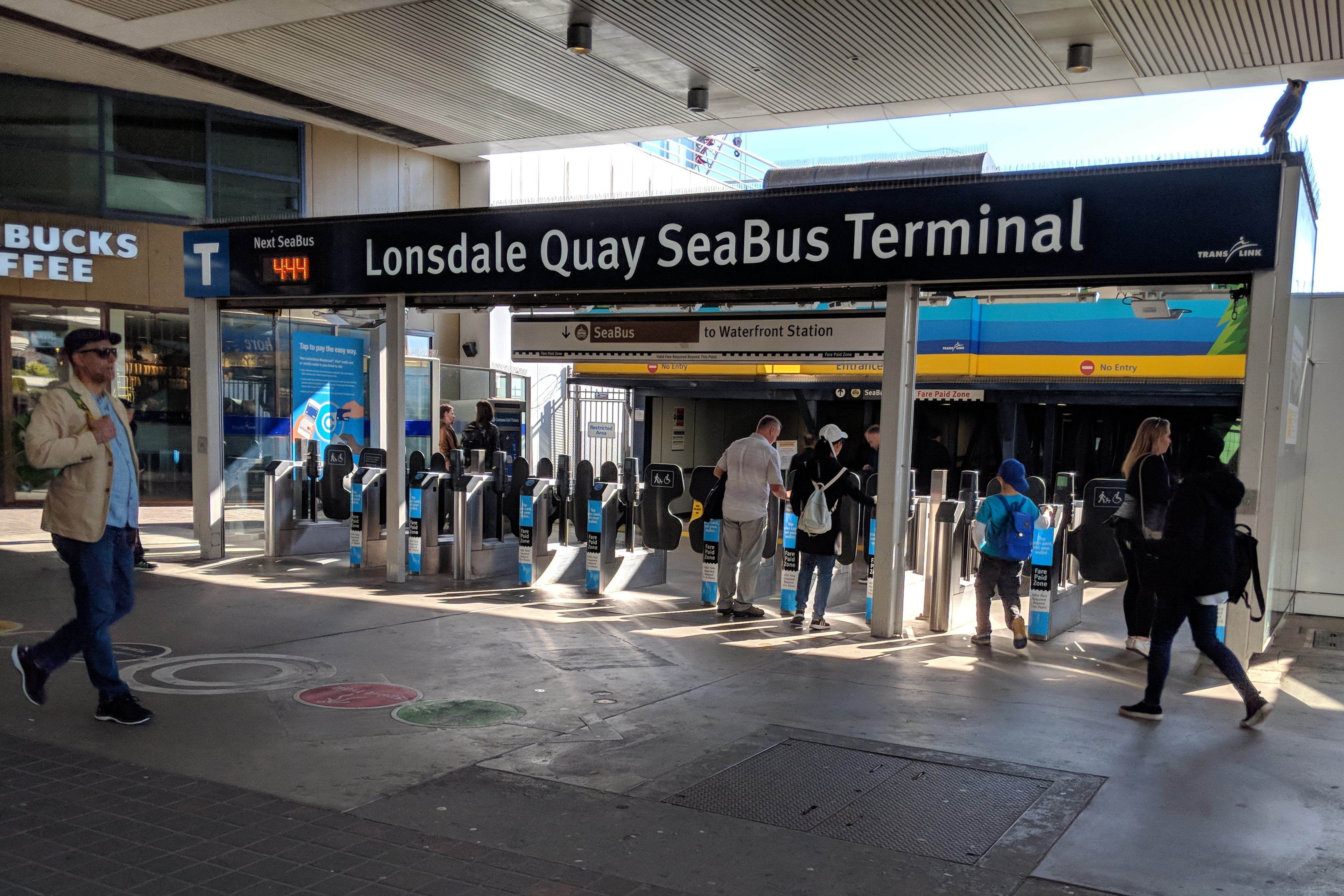
渡轮码头入口

朗斯代尔码头是北温哥华市的一个海上巴士渡轮码头及主要交通枢纽，为大温哥华北岸的市镇提供服务。碼頭位于朗斯代爾大道南端的海滨，卑詩理工學院海洋校区及朗斯代尔码头市场均於步行距離內。

## 历史
朗斯代尔码头于 1977 年開幕，標誌著海上巴士服务正式連接北溫哥華市及温哥华市中心的滨海站。在渡轮码头建造之前，此址曾是北溫船舶修理厂的船塢。
2019 年，朗斯代爾碼頭旁的巴士總站進行升級工程，並於2020 年 6 月竣工並重新啟用。

## 服务
海上巴士從朗斯代尔码头出發，穿过布勒內灣到达滨海站。乘客可以於滨海站换乘其他運輸聯線服务，包括溫哥華架空列車和西岸快车通勤列车。
碼頭內部及巴士總站範圍的治安由岸山巴士公司的公共交通保安部負責，他們會於站內巡邏及執行查票工作。此外，北温哥华皇家骑警也會巡逻碼頭周邊範圍。

## 车站

### 车站結構
| S | 地面               | 出入口               |
| C | 大堂               | 自動售票機、驗票閘門 |
| T | 側式月台，右側開門 | 側式月台，右側開門   |
| T | 海上巴士往濱海站   |                      |
| T | 島式月台，兩側開門 |                      |
| T | 海上巴士往濱海站   |                      |
| T | 側式月台，左側開門 |                      |

### 出入口
朗斯代尔海上巴士码头设有一个出入口，連接著巴士总站南端。 查德域坊（Chadwick Court）是距离入口最近的街道，私家車可於此接載乘客。

### 接駁交通
朗斯代尔码头站外的巴士站編排如下：
| 巴士站編號 | 服務路線                                                  |
| ---------- | --------------------------------------------------------- |
| 1          | 229號巴士，往林恩谷方向 N24號深宵巴士，往溫哥華市中心方向 |
| 2          | 228號巴士，往林恩谷方向                                   |
| 3          | R2號快速巴士，往皇家公園商場方向                          |
| 4          | 只供落客                                                  |
| 5          | 249號巴士，往戴布克方向                                   |
| 6          | 236號巴士，往葛勞斯山方向                                 |
| 7          | R2號快速巴士，往菲比斯轉車站方向                          |
| 8          | 230號巴士，往上朗斯代爾方向 N24號深宵巴士，往林恩谷方向   |
| 9          | 231號巴士，往港邊路方向                                   |